# NGC 2059
NGC 2059 ist ein offener Sternhaufen im Sternbild Mensa in der Großen Magellanschen Wolke.
Das Objekt wurde am 11. November 1836 von John Herschel entdeckt.